# Kris (scénariste)
Christophe Goret, dit Kris, né le 4 septembre 1972 à Brest, est un scénariste de bande dessinée français.

## Biographie
Christophe Goret, dit « Kris », suit un cursus en histoire et exerce notamment le métier de libraire. Il crée l'Atelier des Violons Dingues avec Obion et Julien Lamanda. Il tourne alors le dos à l’Éducation nationale pour se consacrer à l’écriture de scénarios.
En 2002, il publie Toussaint 66 (Delcourt) avec Julien Lamanda au dessin et poursuit avec la série Le Déserteur avec Obion. Il s'intéresse aussi au cinéma en réalisant un court-métrage sur sa ville, Au fond sur le parapet des ponts, qui remporte le prix Estran du meilleur scénario en 2003[source insuffisante].
En 2003, il entreprend l’écriture d’Un Homme est mort (Futuropolis), dessiné par Étienne Davodeau. Cet album paraît en octobre 2006 et obtient de nombreux prix dont celui de la bande dessinée d’actualité de France Info.
En mai 2008, il publie deux histoires basées sur son enfance et son adolescence : Coupures irlandaises, dessin et couleurs de Vincent Bailly (Futuropolis), et Les ensembles contraires, dessiné par Nicoby (avec la collaboration d'Éric T. au scénario ; Futuropolis).
Il écrit ensuite plusieurs séries historiques, dont Notre Mère la guerre qu' Olivier Marchal projette d'adapter un jour au cinéma.
En 2012, Kris entre au journal Spirou, avec la série Les Brigades du Temps (Dupuis), dessinée par Bruno Duhamel.
Il est l'un des cofondateurs de La Revue dessinée, dont le premier numéro paraît en 2013, et participe également au comité de pilotage du Syndicat national des Auteurs et des Compositeurs (où se regroupent des auteurs de bande dessinée).
En 2016, Kris co-scénarise avec Bertrand Galic une adaptation de Patrick Gourlay : Nuit franquiste sur Brest. L'album de bande dessinée est intitulé Nuit noire sur Brest - Septembre 1937 La guerre d'Espagne s'invite en Bretagne, servie par le dessin de Damien Cuvillier.
Chez Futuropolis, il scénarise pour Mael au dessin Notre Amérique, récit d'aventures prévu en 4 volumes qui montre des anciens combattants de la première guerre mondiale embarqués dans la Révolution mexicaine,.
Toujours dans la veine de la bande-dessinée historique, Kris crée en 2018 une nouvelle série avec Bertrand Galic et Javi Rey autour du personnage historique de Violette Morris,.
En 2021, Kris est annoncé pour la reprise de la série Les Tuniques bleues, dont il a toujours été un grand lecteur. Il commence par le 66e album Irish Melody, qui sort à l'automne 2022, toujours avec le dessinateur Lambil,. Le duo continue avec Du Feu sur la glace, 67e album de la série qui est publié à l'automne 2023,.
En 2023 sort chez Delcourt son "Tous ensemble" : dessinée par Michalak, le livre conte une comédie sociale où un ultra  du Stade Brestois et ses comparses vont tenter de sauver leur club de foot préféré en proie autant à des difficultés financières insurmontables qu'à un parcours hors normes en Coupe de France,.
Il sort en  2024 un album toujours en lien avec la Bretagne, et  cette fois un évènement historique sanglant survenu lors de la seconde guerre mondiale :  dans " Mémoires de chair et de douleur", il réalise pour le dessinateur finistérien Florent Calvez un scénario qui permet de revenir sur le massacre de Penguerec du 7 août 1944 où les troupes allemandes ont fusillé et brulé 42 personnes arrêtées sur place,,.

## Œuvre

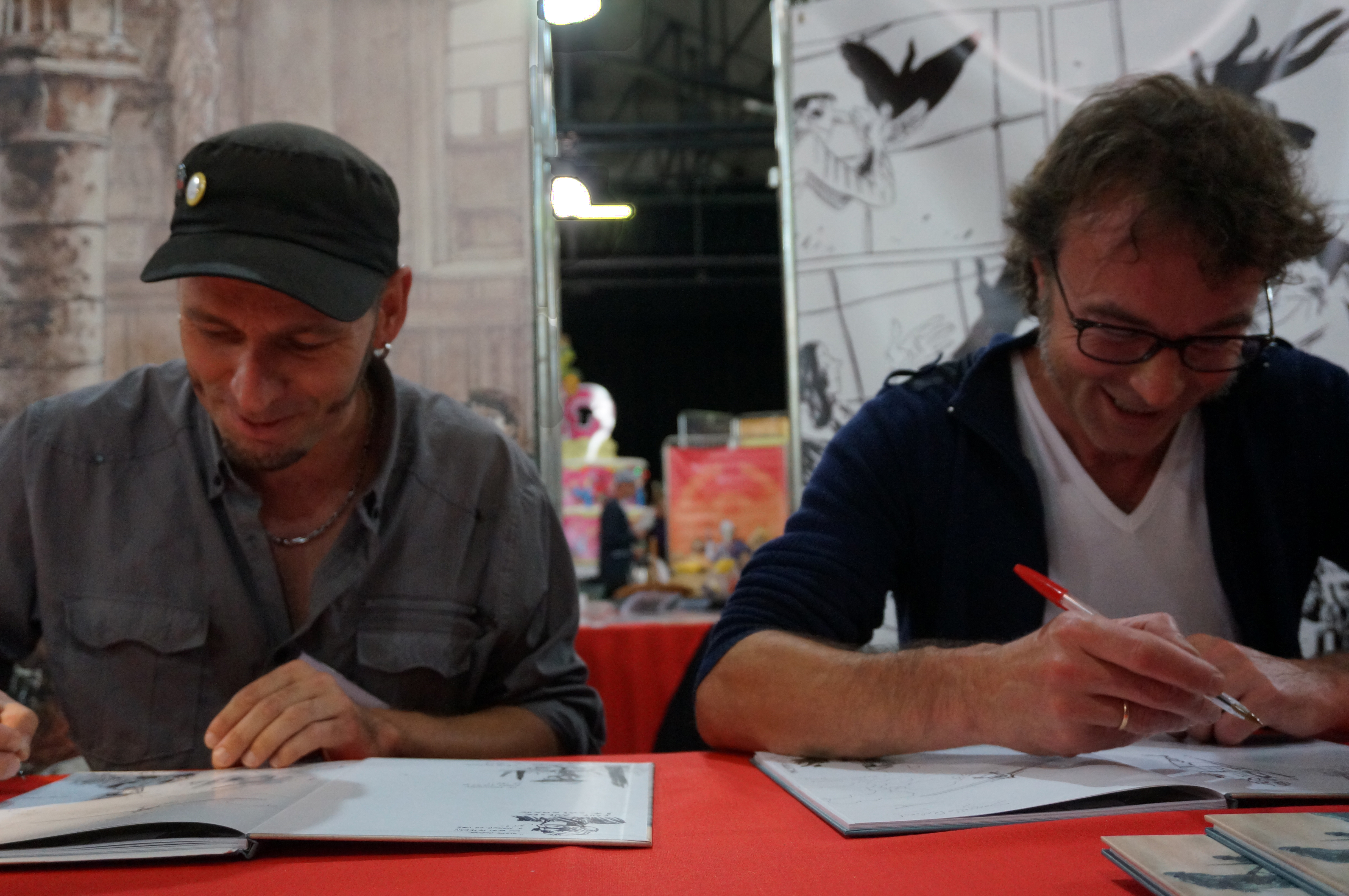
Kris avec Daniel Casanave lors du festival bulles en Champagne de 2014.

- Les Autres Gens, Dupuis, collections Auteurs

5. Les Autres Gens #5, scénario de Kris et Thomas Cadène, dessins collectifs (2012)
- Les Brigades du temps, dessins de Bruno Duhamel, Dupuis

1. 1492, à l'ouest rien de nouveau ! (2012)
2. La grande armada (2013)
3. Il faut sauver l'USS Enterprise (2014)

- Bruce Springsteen & The E Strip Band, dessins d'Obion, Le Télégramme, 2009
- Coupures irlandaises, dessins de Vincent Bailly, Futuropolis, 2008
- Le Déserteur, dessins d'Obion, Delcourt - Terres de Légendes

1. Nuit de chagrin (2003)
2. Gharojaï  (2005)

- Destins, Glénat, collection Grafica

6 Deshonneurs, scénario de Frank Giroud et Kris, dessins de Gilles Mezzomo (2010)
- Marie Moinard et collectif, En chemin elle rencontre... : Les artistes se mobilisent contre la violence faite aux femmes, Des ronds dans l'O / Amnesty International, septembre 2009, 96 p. (ISBN 978-2-917237-06-9)
- Les Ensembles contraires, scénario de Kris et Éric T., dessins de Nicoby, Futuropolis

1. Première partie (2008)
2. Deuxième partie (2009)

- Le Monde de Lucie, dessin de Guillaume Martinez, couleur Nadine Thomas et Kness, édition Futuropolis

Albums
1. Et pourquoi pas l'enfer… (2007)
2. Rester en vie… (2008)
3. Lucie(s) (2010)

Hors série
1. Épisode 1/18 (2006)
2. Épisode 2/18 (2006)
3. Épisode 3/18 (2007)

- Notre Mère la guerre, dessins de Maël, Futuropolis

1. Première complainte[19] (2009)
2. Deuxième complainte (2010)
3. Troisième complainte (2011)
4. Requiem[20] (2012)
5. Chroniques (2014)

- Svoboda !, dessins de Jean-Denis Pendanx, Futuropolis

1. De Prague à Tcheliabinsk (2011)
2. Iekaterinbourg, été 1918 (2012)

- Toussaint 66, dessins de Julien Lamanda, Delcourt - Encrages, 2002
- Un homme est mort, dessins Étienne Davodeau, scénario de Kris et Étienne Davodeau, Futuropolis, 2006
- Un sac de billes, dessins de Vincent Bailly, scénario de Kris d'après le roman éponyme de Joseph Joffo, Futuropolis

1. Première partie (2011)
2. Deuxième partie (2012)
3. Troisième partie (2014)

- La Grande Évasion tome 8 : La ballade de Tilman Razine, scénario de Kris, dessins d'Olivier Martinez, Delcourt (2013)
- Petites Histoires de la Grande Guerre, dessins collectif de 20 dessinateurs dont Maël, Lucien Rollin, Olivier Boiscommun... chez Kotoji Editions & Bulles en Champagne, 2014
- Un maillot pour l'Algérie, scénario avec Bertrand Galic, dessin de Javi Rey, collection Aire libre, Dupuis, 2016
- Nuit noire sur Brest, scénario avec Bertrand Galic, dessin de Damien Cuvillier, Futuropolis 2016 (d'après le roman Nuit franquiste sur Brest de Patrick Gourlay)
- Sept athlètes, scénario avec Bertrand Galic, dessin de David Morancho, Delcourt, collection Conquistador, 2017
- Notre Amérique, dessins de Maël, Futuropolis (2016-2022)

1. Premier mouvement - Quitter l'hiver (2016)
2. Deuxième mouvement - Un printemps mexicain (2018)
3. Troisième mouvement - L'été sera rouge (2020)
4. Dernier mouvement - Les révolutions meurent en automne (2022)

- Violette Morris : À abattre par tous moyens, dessins de Javi Rey, coscénario avec Bertrand Galic, Futuropolis (en cours)

1. Première comparution, 2018  (ISBN 978-2754821650)
2. Deuxième comparution, 2019   (ISBN 978-2754827577)

- Partitions Irlandaises, dessins de Vincent Bailly :

1. Premier Couplet, Futuropolis, 2022, 64 p.  (ISBN 978-2754825979)
2. Second Couplet, Futuropolis, 2023, 64 p.  (ISBN 978-2754833905)
3. Troisième Couplet, Futuropolis, 2025, 64 p.  (ISBN 978-2754842648)

- Les Tuniques bleues : 
  - N° 66 Irish mélody, dessins de Lambil, Dupuis, 2022, 44 p.  (ISBN 979-1034757770)
  - N° 67 Du feu sur la glace, dessins de Lambil, Dupuis, 2023, 48 p.  (ISBN 979-1034765973)
- Tous Ensemble, dessin de Juliette Laude et Emmanuel Michalak, Delcourt, 2023, 99 p.
- Mémoires de chair et de douleur :

1. Le massacre de Penguerec - Gouesnou - 7 août 1944, dessin de Florent Calvez, 2024, 46 p.

## Œuvres traduites
En breton:
- Un den zo marvet  [Un homme est mort], dessins Étienne Davodeau, scénario de Kris et Étienne Davodeau, Nadoz-Vor Embannadurioù, 2021.

## Récompenses

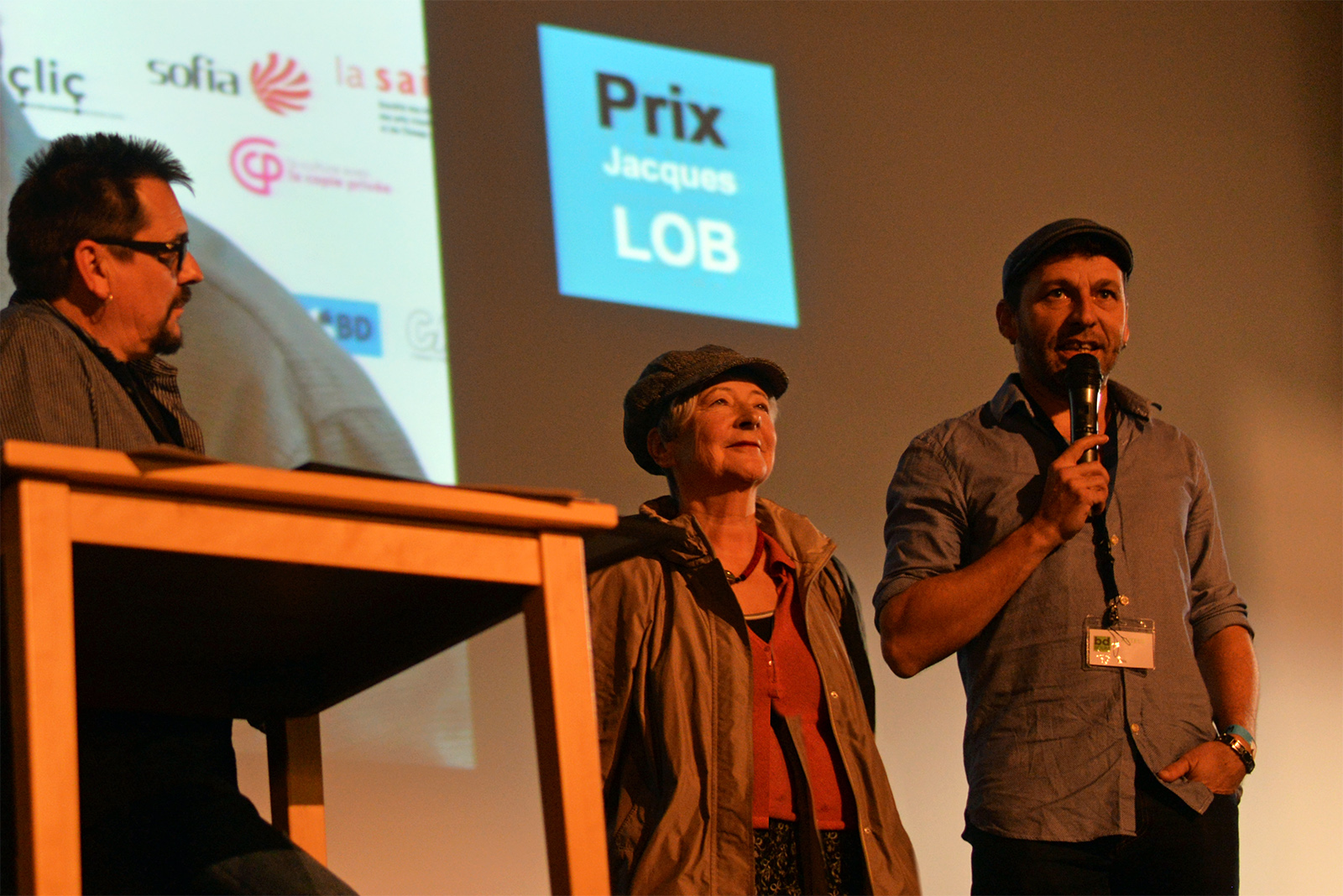
Kris recevant le prix Jacques-Lob en 2018.

### Un homme est mort
- Prix RTL 2007 du meilleur album BD pour l'album Un homme est mort[21]
- Prix du jury œcuménique de la bande dessinée 2007 pour l'album Un homme est mort[21]
- Prix France Info de la bande dessinée d'actualité et de reportage 2007[22]

### Autres
- 2012 :  prix Saint-Michel de la presse (avec Jean-Denis Pendanx) pour Svoboda, t. 1 : Iekaterinbourg, été 1918.
- 2017 : Grand prix de la BD bretonne (Penn-ar-BD)[23] pour Nuit noire sur Brest.
- 2018 : prix Jacques-Lob, remis au festival bd BOUM de Blois[24].